# Djebel Bireno
Le djebel Bireno (arabe : جبل بيرانو) est la deuxième plus haute montagne de Tunisie après le Djebel Chambi, son sommet se situant à 1 419 mètres d'altitude.
Située entre Foussana et Thala, elle abrite une forêt, source vitale pour les habitants de la région du fait de la cueillette du zgougou, le fruit du pin d'Alep.